# Дюкинский заказник
Дю́кинский зака́зник (полное название: Государственный комплексный природный заказник регионального значения «Дюкинский») — государственный природный комплексный заказник регионального значения в Судогодском районе Владимирской области. Находится в 6 км северо-западнее посёлка Болотский, на землях Гослесфонда Андреевского лесхоза Красно-Богатырского лесничества в кварталах 116, 117, 127, 128 и имеет площадь 107,7 га.
Месторождение известняков в этом месте было выявлено в 1928 году. С 1930-х годов здесь открытым способом добывали горные породы. В результате к середине XX века образовался Дюкинский карьер, глубиной в среднем до 30-40 м с отвесными стенами в 2-3 ступени. Дно карьера заросло лесом. Котловина заброшенного карьера сформировала микроклимат, создавший благоприятные условия для произрастания многих видов растений, в иных местах встречающихся редко и рассеянно.
4 ноября 2003 года постановлением Губернатора Владимирской области № 538 был образован заказник. В настоящее время разработка месторождений известняка в этом районе продолжается, но уже за пределами заказника.
Уникальный ландшафт заказника привлекает и любителей активных видов спорта. Здесь проводятся многочисленные соревнования альпинистов и скалолазов, тренировки по технике горного туризма. На заповедной территории также развивается пешеходный, велосипедный туризм. С 2019 года начались экологические экскурсии по заказнику, организуемые Дирекцией особо охраняемых территорий Владимирской области.

## Физико-географическая характеристика территории заказника

### Границы заказника
С севера граница заказника начинается от северо-восточного угла выдела 20 квартала 116 и проходит по южному краю Дюкинского карьера вдоль северной границы выдела 19 квартала 117, затем поворачивает на юг и идёт вдоль восточной границы выдела 21 того же квартала, вновь поворачивает на восток и продолжается по северной границе квартала 128 до пересечения с проселочной лесной дорогой. С востока граница заказника спускается на юго-восток по проселочной лесной дороге, затем по той же дороге поворачивает на юго-запад и направляется до места пересечения с автодорогой, идущей к посёлку Болотский. Затем граница заказника поворачивает на запад и с южной стороны идет вдоль лесной дороги до юго-восточного угла выдела 16 квартала 127. Далее граница поворачивает на север и по просёлочной лесной дороге поднимается на север до выдела 35 квартала 116, затем поворачивает на восток и идет по северной границе квартала 127 до его северо-восточного угла. После этого граница заказника поднимается на север и вдоль западной границы квартала 117 проходит до южного края Дюкинского карьера (в месте начала отсчета границы заказника — северо-восточный угол выдела 20 квартала 116).

### Геологическое строение и рельеф
Дюкинский карьер образован разработками на месте выхода Окско-Цнинского вала, сложен породами Каменноугольного периода. Рельеф холмистый, пересечённый, во многом сформировался под влиянием горнодобывающей деятельности. Дюкинский карьер глубиной в среднем до 30—40 м с отвесными стенами в 2—3 ступени. Разноуровневые террасы и обрывистые склоны создали очень живописный «горный» ландшафт, не характерный для Владимирской области. Дно карьера постепенно заросло лесом. К западу от главного карьера расположены более старые выработки, относящиеся к довоенному периоду. В настоящее время разработка месторождений известняка в этом районе продолжается, но уже за пределами заказника.

### Климат
Район характеризуется умеренно континентальным климатом с жарким летом и умеренно холодной зимой. Самым теплым месяцем является июль со среднемесячной температурой +18,1°С, а самым холодным — январь со среднемесячной температурой −11.4°С. Средняя продолжительность — 151 день. Территорию в районе реки Марса можно считать умеренно увлажненной. Среднегодовое количество осадков равно 610 мм (в разные годы от 300 до 850 мм). В среднем за год наблюдается 170 дней с осадками. Устойчивый снежный покров образуется в конце ноября, а исчезает в начале апреля. Средняя продолжительность периода со снежным покровом — 143 дня.
Котловина заброшенного известнякового карьера сформировала своеобразный микроклимат: в летнее время воздух в чаше карьера очень сильно прогревается, иссушая ближайшие окрестности. Это создаёт благоприятные условия для произрастания многих видов растений, в иных местах встречающихся редко и рассеянно.

### Гидрологическая сеть
Поверхностных водоёмов на территории заказника практически нет, подземные воды залегают на большой глубине. Единственный очень маленький водоём («лужа») имеется на одной из террас южного края Дюкинского карьера. Водоём очень мелководный, но пересыхает он лишь в самые засушливые годы, что свидетельствует о наличии каких-то подземных источников питания.

### Почвы
Почвы заказника дерново-подзолистые карбонатные. На территории карьера почвы представлены почти чистым известняком различных фракций (в верхней части с примесью подзола). Это создаёт предпосылки для формирования не совсем обычных для Владимирской области растительных сообществ. Слой почвы на дне карьера очень незначительный, благодаря чему лишь немногие виды имеют возможность закрепиться в чаше.

### Растительный мир
В растительном покрове преобладают сосняки зеленомошники и разнотравные сосняки, часто с примесью ели и мелколиственных пород (берёзы и осины). В северо-западной части заказника растёт мелколиственный лес с примесью липы. Территории карьерных выработок.
| Виды растений:             | Виды растений:        | Виды растений:                          |
| -------------------------- | --------------------- | --------------------------------------- |
| Башмачок настоящий         | Cypripedium calceolus | 3, Красная книга РФ 3, Красная книга ВО |
| Ятрышник шлемоносный       | Orchis militaris      | 3, Красная книга РФ 3, Красная книга ВО |
| Гнездоцветка клобучковая   | Neottianthe cucullata | 3, Красная книга РФ 3, Красная книга ВО |
| Пальчатокоренник пятнистый | Dactylorhiza maculata | 3, Красная книга ВО                     |
| Первоцвет весенний         | Primula veris         | 3, Красная книга ВО                     |
| Ветреница лесная           | Anemone sylvestris    | 3, Красная книга ВО                     |
| Берёза пушистая            | Betula pubescens      |                                         |
| Липа сердцевидная          | Tilia cordata         |                                         |
| Сосна обыкновенная         | Pinus sylvestris      |                                         |
| Ель обыкновенная           | Picea abies           |                                         |
| Осина                      | Populus tremula       |                                         |

### Животный мир
Животный мир заказника типичен для сухих сосновых лесов средней полосы России и в отличие от растительного мира особого интереса не представляет. Из числа промысловых млекопитающих встречаются кабан, заяц-беляк. Из птиц, помимо прочих обычных лесных видов, следует отметить высокую численность вальдшнепа, обыкновенной кукушки, козодоя, зелёной пеночки. В россыпях камней нередко попадается прыткая ящерица, самцы которой в брачный период приобретают изумрудно-зелёную окраску.
| Виды животных:       | Виды животных:            | Виды животных:                                      |
| -------------------- | ------------------------- | --------------------------------------------------- |
| Сплюшка              | Otus scops                | LC, Красный список МСОП Приложение Красной книги ВО |
| Кедровка             | Nucifraga caryocatactes   | LC, Красный список МСОП Приложение Красной книги ВО |
| Обыкновенный тритон  | Lissotriton vulgaris      | LC, Красный список МСОП Приложение Красной книги ВО |
| Ломкая веретеница    | Anguis fragilis           | Приложение Красной книги ВО                         |
| Обыкновенная медянка | Coronella austriaca       | Приложение Красной книги ВО                         |
| Прыткая ящерица      | Lacerta agilis            |                                                     |
| Зелёная пеночка      | Phylloscopus trochiloides |                                                     |
| Козодой              | Caprimulgus europaeus     |                                                     |
| Обыкновенная кукушка | Cuculus canorus           |                                                     |
| Вальдшнеп            | Scolopax rusticola        |                                                     |
| Кабан                | Sus scrofa                |                                                     |
| Заяц-беляк           | Lepus timidus             |                                                     |

## Туризм

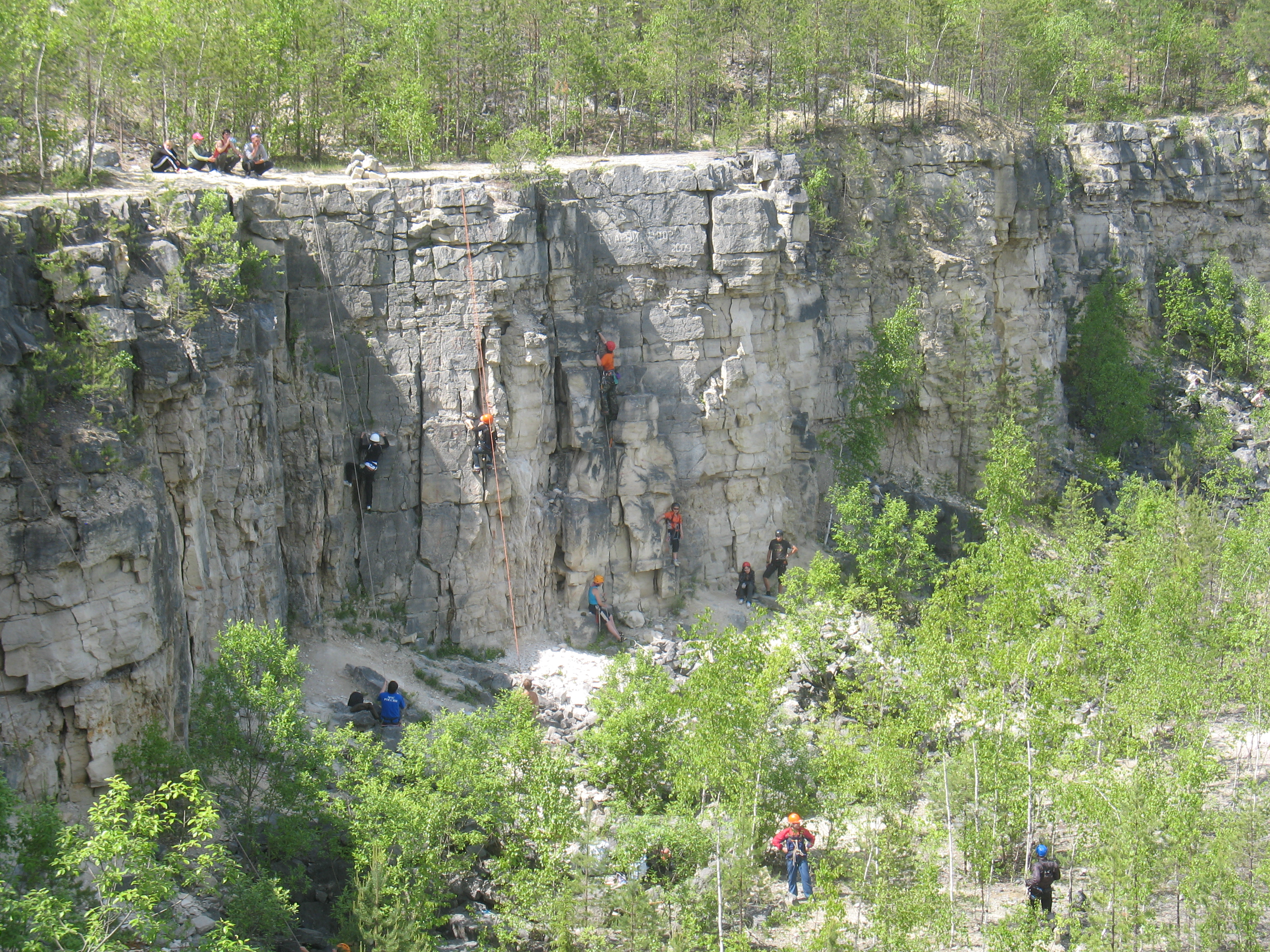
Альпинисты в Дюкинском карьере.

Cкальные стены Дюкинского карьера стали настоящей находкой для скалолазов из средней полосы России, не изобилующей горными рельефами. Сюда приезжают альпинисты со всей Владимирской области, а также из соседних регионов. Здесь много москвичей и жителей Подмосковья, скалолазов из Ивановской и Нижегородской областей.
Тренировки и соревнования по различным горным техникам проходили в Дюкинском карьере ещё с советских времён. Известно, что в 1960-х годах на этих скалах тренировался легендарный альпинист Лев Мышляев. В 2002 году московские альпинисты и скалолазы Олег Миленин, Максим Костров, Сарапаев Сарапаев и другие начали чистить и оборудовать скалолазные трассы на массивах Дюкинских карьеров. В июле 2022 года командой мастера спорта Александра Юркина при содействии ФАР и «Венто» был произведён большой ремонт скалолазных трасс. Он был необходим, ведь большинство маршрутов было в аварийном состоянии из-за мягкого известняка местных скал и качества смонтированного неведомо когда «железа». Старые точки креплений были демонтированы. Вместо них на всех маршрутах — новые проушины из нержавейки. Число самих маршрутов тоже поменялось.
Следует учесть, что на территории заказника нельзя заезжать на авто- и мототранспорте, ставить палатки, разводить костры и мангалы, рвать цветы, разорять гнёзда и уничтожать любых животных. На смотровых площадках можно гулять, фотографировать, сидеть и любоваться.